# منية (الدوادمي)
منية، هي قرية من فئة (أ) تقع في محافظة الدوادمي، والتابعة لمنطقة الرياض في السعودية. وتبعد منية عن محافظة الدوادمي بمسافة تقارب (150) كم.